# Тибетска империя
Тибетската империя (на тибетски: བོད་ཆེན་པོ) съществува от 7 до 9 век, когато Тибет е обединен под формата на голяма и мощна империя, която управлява значително по-голяма площ от Тибетското плато, достигайки части от Източна, Централна и Южна Азия.
Основана е от император Сонгцен Гампо и впоследствие е управлявана от множество императори. В началото тя постепенно се разраства, обхващайки разнообразни форми на релефа. По времето на император Ралпачен в началото на 9 век, империята контролира територии, разпростиращи се от Таримския басейн до Хималаите и Бенгал и от Памир до днешните китайски провинции Гансу и Юнан. Империята приема будизма от съседните страни и развива будистка цивилизация с богата книжовност.
Разнообразният терен на империята с насечен релеф и трудностите на транспорта по него, заедно с новите идеи, навлезли в империята в резултат от разширяването ѝ, създават напрежение и силови блокове, които често се намират в съперничество с императора в центъра на страната. Така, в началото на 840-те години империята потъва в гражданска война и накрая се разпада. След това регионът е залят от въстания срещу останките от бившата империя и се появяват нови местни вождове.